# Candolim
Candolim là một thị trấn thống kê (census town) của quận North Goa thuộc bang Goa, Ấn Độ.

## Địa lý
Candolim có vị trí 15°31′B 73°45′Đ / 15,52°B 73,75°Đ Nó có độ cao trung bình là 0 mét (0 feet).

## Nhân khẩu
Theo điều tra dân số năm 2001 của Ấn Độ, Candolim có dân số 8599 người. Phái nam chiếm 52% tổng số dân và phái nữ chiếm 48%. Candolim có tỷ lệ 76% biết đọc biết viết, cao hơn tỷ lệ trung bình toàn quốc là 59,5%: tỷ lệ cho phái nam là 81%, và tỷ lệ cho phái nữ là 70%. Tại Candolim, 9% dân số nhỏ hơn 6 tuổi.